# Antiblemma diplogramma
Antiblemma diplogramma là một loài bướm đêm trong họ Erebidae.